# Núcleo Linux
El núcleo Linux es un núcleo de sistema operativo tipo Unix, monolítico, modular y multitarea. Linux es software libre y de código abierto. Fue originalmente escrito en 1991 por Linus Torvalds para su PC basada en i386, y pronto fue adoptado como el núcleo para el sistema operativo GNU/Linux, que fue creado como un reemplazo libre para Unix.
Linux se proporciona bajo la Licencia Pública General de GNU versión 2, pero contiene archivos bajo otras licencias compatibles. Desde finales de la década de 1990, ha sido incluido como parte de un gran número de distribuciones de sistemas operativos, muchas de las cuales también se denominan comúnmente Linux.
Linux se despliega en una amplia variedad de sistemas informáticos, como sistemas embebidos, dispositivos móviles (incluido su uso en el sistema operativo Android), computadoras personales, servidores, mainframes y supercomputadoras.
Puede ser adaptado para arquitecturas específicas y para varios escenarios de uso utilizando una familia de comandos simples (es decir, sin necesidad de editar manualmente su código fuente antes de la compilación). Usuarios con privilegios también pueden ajustar los parámetros del núcleo en tiempo de ejecución. La mayor parte del código del núcleo de Linux está escrito utilizando las extensiones de GNU del GCC al estándar lenguaje de programación C y con el uso de instrucciones específicas de la arquitectura (ISA) en partes limitadas del núcleo. Esto produce un ejecutable altamente optimizado (vmlinux) con respecto a la utilización del espacio de memoria y los tiempos de ejecución de tareas.
Las discusiones de desarrollo cotidianas tienen lugar en la Linux kernel mailing list (LKML). Los cambios se rastrean utilizando el sistema de control de versiones git, que fue originalmente creado por Torvalds como un reemplazo de software libre para BitKeeper.

## Características
En el archivo Léeme de Linux se indica que es un clon del sistema operativo Unix. Sin embargo, Linux es un núcleo semejante al núcleo de un sistema operativo Unix. De hecho, inicialmente se publicó como núcleo semejante a Minix, que a su vez era semejante a Unix, pero con una concepción de micronúcleo en vez de monolítica.
Un micronúcleo contiene una funcionalidad mínima en comparación con un núcleo monolítico tradicional.

It's important to realize that these programs are not part of the operating system (...). The operating system is the portion of the software that runs in kernel mode (...). A trend in modern operating systems is to take this idea of moving code up into higher layers even further and remove as much as possible from the operating system, leaving a minimal kernel.
Es importante darse cuenta de que estos programas no son parte del sistema operativo (...). El sistema operativo es la porción de software que se ejecuta en modo kernel (...). Una tendencia en sistemas operativos modernos es tomar esta idea de mover código hacia capas más lejanas y eliminar cuanto sea posible del sistema operativo, dejando un kernel mínimo.
 Operating Systems Design & Implementation, Tanenbaum y Woodhull. (Refiriéndose a un sistema micronúcleo basado en el modelo cliente-servidor. El autor indica repetidamente que es razonable argumentar que las funciones que pasan a ejecutarse en espacio de usuario siguen siendo parte del sistema operativo).

Darwin y GNU Hurd tienen núcleos que son una versión de Mach. Minix, sistema operativo en el que se basó inicialmente Linux, también es micronúcleo. Todos ellos tienen en común el traslado de parte de la funcionalidad en espacio privilegiado a espacio de usuario.
La parte de un sistema operativo que se ejecuta sin privilegios o en espacio de usuario es la biblioteca del lenguaje C, que provee el entorno de tiempo de ejecución, y una serie de programas o herramientas que permiten la administración y uso del núcleo y proveer servicios al resto de programas en espacio de usuario, formando junto con el núcleo el sistema operativo.
En un sistema con núcleo monolítico como Linux la biblioteca de lenguaje C consiste en una abstracción de acceso al núcleo. Algunas bibliotecas como la biblioteca de GNU proveen funcionalidad adicional para facilitar la vida del programador y usuario o mejorar el rendimiento de los programas.
En un sistema con micronúcleo la biblioteca de lenguaje C puede gestionar sistemas de archivos o controladores además del acceso al núcleo del sistema.
A los sistemas operativos que llevan Linux se les llama de forma genérica distribuciones Linux. Estas consisten en una recopilación de software que incluyen el núcleo Linux y el resto de programas necesarios para completar un sistema operativo. Las distribuciones más comunes son de hecho distribuciones GNU/Linux o distribuciones Android. El hecho de que compartan núcleo no significa que sean compatibles entre sí. Una aplicación hecha para GNU/Linux no es compatible con Android sin la labor adicional necesaria para que sea multiplataforma.
Las distribuciones GNU/Linux usan Linux como núcleo junto con el entorno de tiempo de ejecución del Proyecto GNU y una serie de programas y herramientas del mismo que garantizan un sistema funcional mínimo. La mayoría de distribuciones GNU/Linux incluye software adicional como entornos gráficos o navegadores web así como los programas necesarios para permitirse instalar a sí mismas. Los programas de instalación son aportados por el desarrollador de la distribución. Se les conoce como gestores de paquetes. Los creadores de una distribución también se pueden encargar de añadir configuraciones iniciales de los distintos programas incluidos en la distribución.
Las distribuciones Android incluyen el núcleo Linux junto con el entorno de ejecución y herramientas del proyecto AOSP de Google. Cada fabricante de teléfonos dispone de su propia distribución de Android a la cual modifica, elimina o añade programas extra: interfaces gráficas, tiendas de aplicaciones y clientes de correo electrónico son algunos ejemplos de programas susceptibles de ser añadidos, modificados o eliminados. Además de las distribuciones de los fabricantes de teléfonos existen grupos de programadores independientes que también desarrollan distribuciones de Android. LineageOS (antes CyanogenMod), Replicant y Pixel Experience son tres ejemplos de distribuciones Android independientes también llamadas custom "ROMs" o firmwares no oficiales.

## Historia
En abril de 1991, Linus Torvalds, de 21 años, empezó a trabajar en unas simples ideas para un núcleo de un sistema operativo. Comenzó intentando obtener un núcleo de sistema operativo gratuito similar a Unix que funcionara con microprocesadores Intel 80386. Para ello tomó como base al sistema Minix (un clon de Unix) e hizo un núcleo monolítico compatible que inicialmente requería software de Minix para funcionar. El 26 de agosto de 1991 Torvalds escribió en el grupo de noticias comp.os.minix:

"Estoy haciendo un sistema operativo (gratuito, solo un pasatiempo, no será nada grande ni profesional como GNU) para clones AT 386(486). Llevo en ello desde abril y está empezando a estar listo. Me gustaría saber su opinión sobre las cosas que les gustan o disgustan en minix, ya que mi SO tiene algún parecido con él.[...] Actualmente he portado bash(1.08) y gcc(1.40), y parece que las cosas funcionan. Esto implica que tendré algo práctico dentro de unos meses..."

Tras dicho mensaje, muchas personas ayudaron con el código. En septiembre de 1991 se lanzó la versión 0.01 de Linux. Tenía 10.239 líneas de código. En octubre de ese año (1991), salió la versión 0.02 de Linux; luego, en diciembre se lanzó la versión 0.11(1991). Esta versión fue la primera en ser self-hosted (autoalbergada). Es decir, Linux 0.11 podía ser compilado por una computadora que ejecutase Linux 0.11, mientras que las versiones anteriores de Linux se compilaban usando otros sistemas operativos. Cuando lanzó la siguiente versión, Torvalds adoptó la GPL como su propio boceto de licencia, la cual no permite su redistribución con otra licencia que no sea GPL. Antes de este cambio, se impedía el cobro por la distribución del código fuente.
Se inició un grupo de noticias llamado alt.os.linux y el 19 de enero de 1992 se publicó en ese grupo la primera publicación (post). El 31 de marzo, alt.os.linux  se convirtió en comp.os.linux. XFree86, una implementación del X Window System, fue portada a Linux, la versión del núcleo 0.95 fue la primera en ser capaz de ejecutarla. Este gran salto de versiones (de 0.1x a 0.9x) fue por la sensación de que una versión 1.0 acabada no parecía estar lejos. Sin embargo, estas previsiones resultaron ser un poco optimistas: desde 1993 hasta principios de 1994 se desarrollaron 15 versiones diferentes de 0.99 (llegando a la versión 0.99r15).
El 14 de marzo de 1994, salió Linux 1.0.0, que constaba de 176.250 líneas de código. En marzo de 1995 se lanzó Linux 1.2.0, que ya estaba compuesto de 310.950 líneas de código.

### Cronología
- 1991: El núcleo de Linux es anunciado públicamente el 25 de agosto por el estudiante finlandés de 21 años Linus Benedict Torvalds.[19] La versión 0.01 es lanzada públicamente el 17 de septiembre.[20]
- 1992: El núcleo de Linux cambia de licencia a la GPL de GNU. Se crean las primeras distribuciones de Linux.
- 1993: Más de 100 desarrolladores trabajan en el núcleo de Linux. Con su ayuda, el núcleo se adapta al entorno GNU, lo que crea un amplio espectro de tipos de aplicaciones para Linux. Se lanza por primera vez la distribución de Linux más antigua que existe actualmente, Slackware. Más tarde en el mismo año, se establece el proyecto Debian. Hoy en día es la distribución comunitaria más grande.
- 1994: Torvalds considera que todos los componentes del núcleo están completamente maduros: lanza la versión 1.0 de Linux. El proyecto XFree86 contribuye con una interfaz gráfica de usuario (GUI). Los fabricantes comerciales de distribuciones de Linux, como Red Hat y SUSE, publican la versión 1.0 de sus distribuciones de Linux.
- 1995: Linux se porta a la arquitectura DEC Alpha y a la Sun SPARC. En los años siguientes se porta a un número cada vez mayor de plataformas.
- 1996: Se lanza la versión 2.0 del núcleo de Linux. El núcleo ahora puede servir a varios procesadores al mismo tiempo utilizando multiprocesamiento simétrico (SMP), convirtiéndose así en una alternativa seria para muchas empresas.
- 1998: Muchas empresas importantes como IBM, Compaq y Oracle anuncian su apoyo a Linux. La catedral y el bazar se publica por primera vez como un ensayo (más tarde como un libro), lo que resulta en que Netscape publique públicamente el código fuente de su suite de navegadores web Netscape Communicator. Las acciones de Netscape y la referencia al ensayo[21] llaman la atención del popular prensa técnica sobre el modelo de desarrollo de código abierto de Linux. Además, un grupo de programadores comienza a desarrollar la interfaz gráfica de usuario KDE. Linux aparece por primera vez en la lista TOP500 de supercomputadoras más rápidas.[22] El puerto ARM (iniciado en 1994[23][24]) se fusiona.[25]
- 1998: David A. Bader inventa el primer supercomputador basado en Linux utilizando piezas de consumo.[26]
- 1999: Un grupo de desarrolladores comienza a trabajar en el entorno gráfico GNOME, destinado a convertirse en un reemplazo gratuito de KDE, que en ese momento dependía del entonces propietario kit de herramientas Qt. Durante el año, IBM anuncia un extenso proyecto para el soporte de Linux. Se lanza la versión 2.2 del núcleo de Linux.
- 2000: Dell anuncia que ahora es el segundo proveedor mundial de sistemas basados en Linux y el primer fabricante importante en ofrecer Linux en toda su línea de productos.[27]
- 2001: Se lanza la versión 2.4 del núcleo de Linux.
- 2002: Los medios de comunicación informan que "Microsoft mató a Dell Linux"[28]
- 2003: Se lanza la versión 2.6 del núcleo de Linux.
- 2004: El equipo de XFree86 se divide y se une al organismo existente de estándares X para formar la Fundación X.Org, lo que resulta en un desarrollo sustancialmente más rápido del servidor X para Linux.
- 2005: El proyecto openSUSE comienza una distribución gratuita de la comunidad de Novell. También el proyecto OpenOffice.org introduce la versión 2.0 que luego comenzó a admitir los estándares OASIS OpenDocument.
- 2006: Oracle lanza su propia distribución de Red Hat Enterprise Linux. Novell y Microsoft anuncian cooperación para una mejor interoperabilidad y protección mutua de patentes.
- 2007: Dell comienza a distribuir laptops con Ubuntu preinstalado.
- 2009: La capitalización de mercado de Red Hat iguala a la de Sun, interpretada como un momento simbólico para la "economía basada en Linux".[29]
- 2011: Se lanza la versión 3.0 del núcleo de Linux.
- 2012: Los ingresos agregados del mercado de servidores Linux superan los del resto del mercado de Unix.[30]
- 2013: El sistema operativo basado en Linux de Google, Android, reclama el 75% del mercado de teléfonos inteligentes, en términos de la cantidad de teléfonos enviados.[31]
- 2014: Ubuntu alcanza 22.000.000 de usuarios.[32]
- 2015: Se lanza la versión 4.0 del núcleo de Linux.[33]
- 2017: Todos los sistemas de la lista TOP500 de supercomputadoras más rápidas ejecutan Linux.[22]
- 2019: Se lanza la versión 5.0 del núcleo de Linux.[34]
- 2022: Se lanza la versión 6.0 del núcleo de Linux.[35]

### Desarrolladores principales
| Posición | 2012              | 2013                                 | 2017        |
| 1        | Red Hat           | Google                               | Intel       |
| 2        | IBM               | Linaro                               | Red Hat     |
| 3        | Texas Instruments | SUSE                                 | Linaro      |
| 4        | Broadcom          | IBM                                  | Desconocido |
| 5        | Nokia             | Samsung                              | IBM         |
| 6        | Samsung           | Red Hat                              | Consultants |
| 7        | Oracle            | Vision Engraving Systems Consultants | Samsung     |
| 8        | Google            | Wolfson Microelectronics             | SUSE        |

## Aspectos técnicos
Linux provee controladores, planificadores, gestores de memoria virtual, sistemas de archivos y protocolos de red como IPv4 e IPv6. Además está disponible para múltiples arquitecturas hardware y está diseñado de manera que se facilite su portabilidad a arquitecturas nuevas.

### Arquitectura

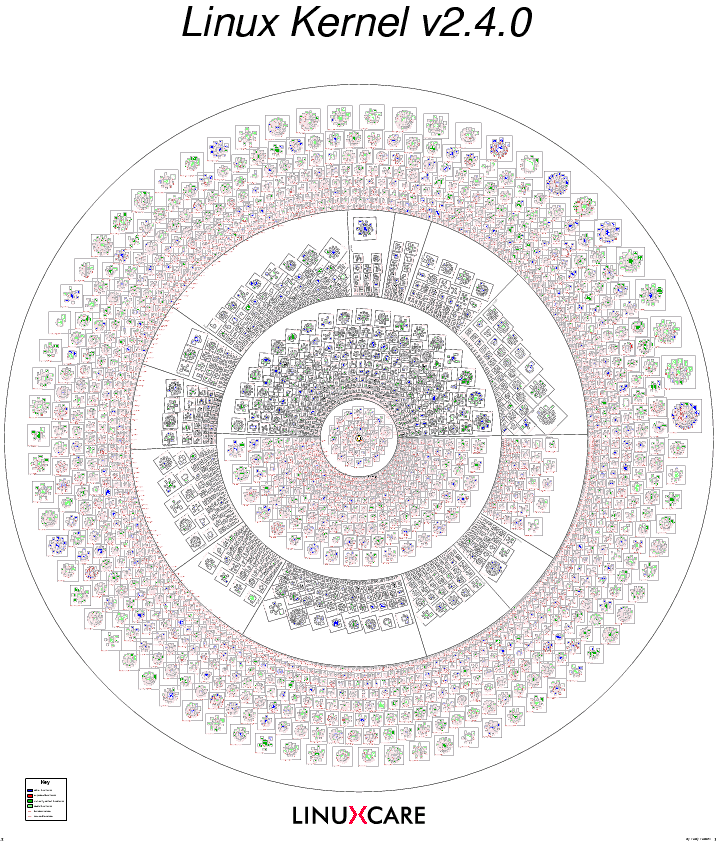
Diagrama del núcleo 2.4.0.

Actualmente Linux es un núcleo monolítico híbrido. Los controladores de dispositivos y las extensiones del núcleo normalmente se ejecutan en un espacio privilegiado conocido como anillo 0 (ring 0), con acceso irrestricto al hardware, aunque algunos se ejecutan en espacio de usuario. A diferencia de los núcleos monolíticos tradicionales, los controladores de dispositivos y las extensiones al núcleo se pueden cargar y descargar fácilmente como módulos, mientras el sistema continúa funcionando sin interrupciones. A diferencia de los núcleos monolíticos tradicionales, los controladores también pueden ser pre-volcados (detenidos momentáneamente por actividades más importantes) bajo ciertas condiciones. Esta habilidad fue agregada para gestionar correctamente interrupciones de hardware y para mejorar el soporte de multiprocesamiento simétrico.
El hecho de que Linux no fuera desarrollado siguiendo el diseño de un micronúcleo (diseño que, en aquella época, era considerado el más apropiado para un núcleo por muchos teóricos informáticos), fue motivo de una famosa y acalorada discusión entre Linus Torvalds y Andrew S. Tanenbaum.

### Arquitectura de máquina virtual
El núcleo Linux puede correr sobre muchas arquitecturas de máquina virtual, tanto como host del sistema operativo o como cliente. La máquina virtual usualmente emula la familia de procesadores Intel x86, aunque en algunos casos también son emulados procesadores de PowerPC o ARM.

### Depuración
Para verificar el correcto funcionamiento del núcleo este provee la posibilidad de compilarse contra la arquitectura ficticia bajo «User Mode Linux» (UML). Compilando Linux para UML el núcleo pasa a ejecutarse como un proceso más de usuario ejecutándose en el núcleo Linux del sistema anfitrión. También puede servir como virtualización o para aislar procesos, entre otros usos.

### Formatos binarios soportados
Linux 1.0 admitía solo el formato binario a.out. La siguiente serie estable (Linux 1.2) agregó la utilización del formato ELF, el cual simplifica la creación de bibliotecas compartidas (usadas de forma extensa por los actuales ambientes de escritorio como GNOME y KDE). ELF es el formato usado de forma predeterminada por el GCC desde alrededor de la versión 2.6.0. El formato a.out actualmente no es usado, convirtiendo a ELF en el formato binario utilizado por Linux en la actualidad.
Linux tiene la capacidad de permitir al usuario añadir el manejo de otros formatos binarios. También binfmt_misc permite correr el programa asociado a un archivo de datos.

### Jerarquía de directorios
En Linux existe un sistema de archivos que carga y contiene todos los directorios, redes, programas, particiones, dispositivos, etc. que el sistema sabe reconocer, o por lo menos, identificar. Este sistema de ficheros y directorios, tiene como base al carácter (/); ese mismo carácter sirve también para demarcar los directorios, como por ejemplo: "/home/usuario/imagen.jpg". El directorio especificado por una ruta consistente solo por este carácter contiene toda la jerarquía de los directorios que constituyen todo el sistema. A este directorio suele llamárselo directorio raíz. En Linux, a los discos no se les asigna una letra como en Windows (p.e. "C:"), sino que se les asigna un directorio de la jerarquía del directorio raíz (/), como por ejemplo: "/media/floppy". Es práctica común en el sistema de ficheros de Linux, utilizar varias sub-jerarquías de directorios, según las diferentes funciones y estilos de utilización de los archivos. Estos directorios pueden clasificarse en:
- Estáticos: Contiene archivos que no cambian sin la intervención del administrador (root), sin embargo, pueden ser leídos por cualquier otro usuario. (/bin, /sbin, /opt, /boot, /usr/bin...)
- Dinámicos: Contiene archivos que son cambiantes, y pueden leerse y escribirse (algunos solo por su respectivo usuario y el root). Contienen configuraciones, documentos, etc. Para estos directorios, es recomendable una copia de seguridad con frecuencia, o mejor aún, deberían ser montados en una partición aparte en el mismo disco, como por ejemplo, montar el directorio /home en otra partición del mismo disco, independiente de la partición principal del sistema; de esta forma, puede repararse el sistema sin afectar o borrar los documentos de los usuarios. (/var/mail, /var/spool, /var/run, /var/lock, /home...)
- Compartidos: Contiene archivos que se pueden encontrar en un ordenador y utilizarse en otro, o incluso compartirse entre usuarios.
- Restringidos: Contiene ficheros que no se pueden compartir, solo son modificables por el administrador. (/etc, /boot, /var/run, /var/lock...)

### Lenguajes de programación
Linux está escrito en el lenguaje de programación C, en la variante utilizada por el compilador GCC (que ha introducido un número de extensiones y cambios al C estándar), junto a unas pequeñas secciones de código escritas con el lenguaje ensamblador. Por el uso de sus extensiones al lenguaje, GCC fue durante mucho tiempo el único compilador capaz de construir correctamente Linux. Sin embargo, Intel afirmó haber modificado su compilador C de forma que permitiera compilarlo correctamente.
Asimismo se usan muchos otros lenguajes en alguna forma, básicamente en la conexión con el proceso de construcción del núcleo (el método a través del cual las imágenes arrancables son creadas desde el código fuente). Estos incluyen a Perl, Python y varios lenguajes shell scripting. Algunos controladores también pueden ser escritos en C++, Fortran, u otros lenguajes, pero esto no es aconsejable. El sistema de construcción de Linux oficialmente solo soporta GCC como núcleo y compilador de controlador.

### Portabilidad
La Portabilidad del núcleo Linux y arquitecturas soportadas, se refiere a que originalmente escrito para procesadores Intel i386, el núcleo Linux fue recodificado para facilitar la portabilidad de éste. 
Los componentes básicos de la familia de sistemas operativos Linux, que se basan en el kernel Linux, la biblioteca GNU C, BusyBox o sus bifurcaciones como μClinux y uClibc, se han programado teniendo en cuenta un cierto nivel de abstracción. Además, hay distintas rutas de código en lenguaje ensamblador o código fuente C que admiten cierto hardware. Por lo tanto, el código fuente se puede compilar con éxito o compilar de forma cruzada para una gran cantidad de arquitecturas informáticas.
Habiendo sido reescrito una vez para la arquitectura Motorola 68K, la perspectiva de las tediosas reescrituras para cada arquitectura posible, incitada por Linus Torvalds, se enfocaba en poseer una base de código modular que pudiese ser portada hacia diferentes arquitecturas con un mínimo de esfuerzo.
Carpetas específicas de arquitectura en las fuentes del núcleo, se dirigen a detalles particulares de cada procesador soportado, mientras todas las ventajas radican en el hecho de compartir un idéntico código de núcleo.

### Seguridad
Dispone de una interfaz para crear módulos de seguridad llamada Linux Security Module. Con esta interfaz se pueden crear módulos para aplicar control de acceso obligatorio (MAC, Mandatory Access Control).

## Versiones

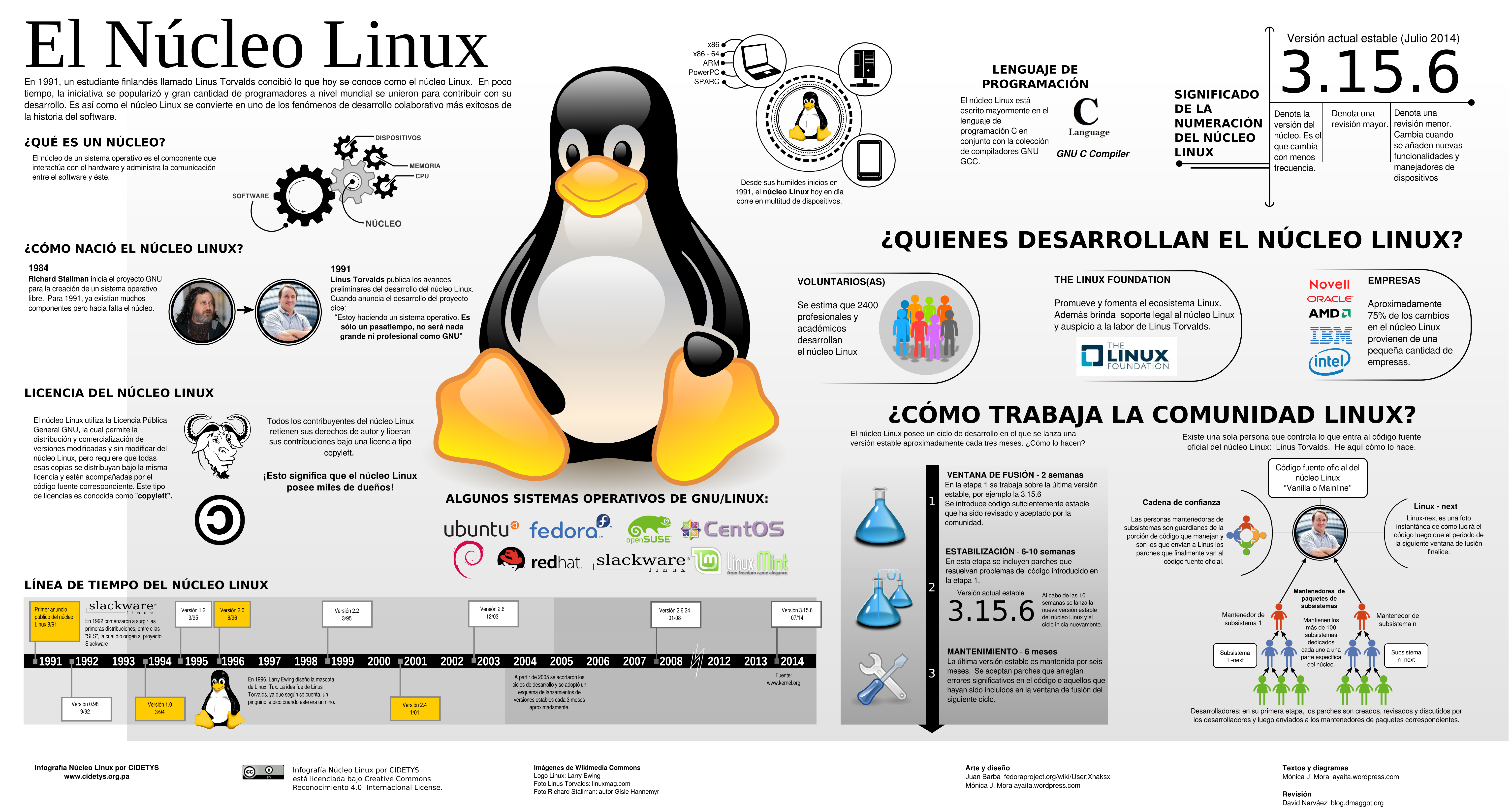
Infografía del Núcleo Linux

Más allá de haber desarrollado su propio código y de integrar los cambios realizados por otros programas, Linus Torvalds continúa lanzando nuevas versiones del núcleo Linux. Estos son llamados núcleos “vanilla”, lo que significa que no han sido modificados por nadie.

### Numeración
La versión del núcleo Linux original constaba de cuatro números. Por ejemplo, asumamos que el número de la versión está compuesta de esta forma: A.B.C[.D] (ej.: 2.2.1, 2.4.13 o 2.6.12.3).
- El número A denota la versión del núcleo. Es el que cambia con menor frecuencia y solo lo hace cuando se produce un gran cambio en el código o en el concepto del núcleo. Históricamente solo ha sido modificado cinco veces: en 2004 (versión 1.0), en 2006 (versión 2.0), en 2011 (versión 3.0), en 2015 (versión 4.0) y en 2019 (versión 5.0).
- El número B denota la subversión del núcleo.

Antes de la serie de Linux 2.6.x, los números pares indicaban la versión “estable” lanzada. Por ejemplo una para uso en producción, como el 1.2, 2.4 o 2.6. Los números impares, en cambio, como la serie 2.5.x, son versiones de desarrollo, es decir que no son consideradas de producción.
Comenzando con la serie Linux 2.6.x, no hay gran diferencia entre los números pares o impares con respecto a las nuevas herramientas desarrolladas en la misma serie del núcleo. Linus Torvalds dictaminó que este será el modelo en el futuro.
- El número C indica una revisión mayor en el núcleo. En la forma anterior de versiones con tres números, esto fue cambiado cuando se implementaron en el núcleo los parches de seguridad, bugfixes, nuevas características o drivers. Con la nueva política, solo es cambiado cuando se introducen nuevos controladores o características; cambios menores se reflejan en el número D.
- El número D se produjo cuando un grave error, que requiere de un arreglo inmediato, se encontró en el código NFS de la versión 2.6.8. Sin embargo, no había otros cambios como para lanzar una nueva revisión (la cual hubiera sido 2.6.9). Entonces se lanzó la versión 2.6.8.1, con el error arreglado como único cambio. Con 2.6.11, esto fue adoptado como la nueva política de versiones. Bug-fixes y parches de seguridad son actualmente manejados por el cuarto número dejando los cambios mayores para el número C.

También, algunas veces luego de las versiones puede haber algunas letras como “rc1” o “mm2”. El “rc” se refiere a release candidate e indica un lanzamiento no oficial. Otras letras usualmente (pero no siempre) hacen referencia a las iniciales de la persona. Esto indica una bifurcación en el desarrollo del núcleo realizado por esa persona, por ejemplo ck se refiere a Con Kolivas, ac a Alan Cox, mientras que mm se refiere a Andrew Morton.
El modelo de desarrollo para Linux 2.6 fue un cambio significativo desde el modelo de desarrollo de Linux 2.5. Previamente existía una rama estable (2.4) donde se habían producido cambios menores y seguros, y una rama inestable (2.5) donde estaban permitidos cambios mayores. Esto significó que los usuarios siempre tenían una versión 2.4 a prueba de fallos y con lo último en seguridad y casi libre de errores, aunque tuvieran que esperar por las características de la rama 2.5. La rama 2.5 fue finalmente declarada estable y renombrada como 2.6. Pero en vez de abrir una rama 2.7 inestable, los desarrolladores de núcleos eligieron continuar agregando los cambios en la rama “estable” 2.6. De esta forma no había que seguir manteniendo una rama vieja pero estable y se podía hacer que las nuevas características estuvieran rápidamente disponibles y se pudieran realizar más pruebas con el último código.
Sin embargo, el modelo de desarrollo del nuevo 2.6 también significó que no había una rama estable para aquellos que esperaban seguridad y bug fixes sin necesitar las últimas características. Los arreglos solo estaban en la última versión, así que si un usuario quería una versión con todos los bug fixed conocidos también tendría las últimas características, las cuales no habían sido bien probadas. Una solución parcial para esto fue la versión ya mencionada de cuatro números (y en 2.6.x.y), la cual significaba lanzamientos puntuales creados por el equipo estable (Greg Kroah-Hartman, Chris Wright, y quizás otros). El equipo estable solo lanzaba actualizaciones para el núcleo más reciente, sin embargo esto no solucionó el problema del faltante de una serie estable de núcleo. Distribuidores de Linux, como Red Hat y Debian, mantienen los núcleos que salen con sus lanzamientos, de forma que una solución para algunas personas es seguir el núcleo de una distribución.
Como respuesta a la falta de un núcleo estable y de gente que coordinara la colección de corrección de errores, en diciembre de 2005 Adrian Bunk anunció que continuaría lanzando núcleos 2.6.16 aun cuando el equipo estable lanzara 2.6.17. Además pensó en incluir actualizaciones de controladores, haciendo que el mantenimiento de la serie 2.6.16 sea muy parecido a las viejas reglas de mantenimiento para las serie estables como 2.4. El núcleo 2.6.16 será reemplazado próximamente por el 2.6.27 como núcleo estable en mantenimiento durante varios años.
Dado el nuevo modelo de desarrollo, que mantuvo fija la subversión de 2.6, tras la realización del Linux Kernel Summit de ese año, Linus Torvalds decidió modificar el sistema de numeración. Se han sustituido los dos primeros números por una única cifra, de forma que Linux 2.6.39 fue seguida por Linux 3.0

## Distribuciones
Además del núcleo Linux, las distribuciones incluyen habitualmente las bibliotecas y herramientas del proyecto GNU y el sistema de ventanas X Window System. Dependiendo del tipo de usuarios a los que la distribución esté dirigida se incluye también otro tipo de software como procesadores de texto, hoja de cálculo, reproductores multimedia, herramientas administrativas, etc.
En el caso de incluir paquetes de código del proyecto GNU, se denomina distribución GNU/Linux.

## Linux-libre
Linux es mayormente software libre tal y como se distribuye desde su web y repositorio Git. Sin embargo hay fragmentos de código privativo que son empleados para hacer funcionar los dispositivos de un computador. Por ello Linux no ha podido ser integrado como un paquete de GNU. La Fundación del Software Libre de América Latina decidió crear y mantener una bifurcación completamente libre llamada Linux-libre. Esta versión de Linux no incluye ningún complemento de código cerrado ni funciones ofuscadas que integran binarios en su código.
La inclusión de estos binarios en el código de Linux no incumple la licencia GPL Versión 2 que usa Linux. Dicha licencia fue actualizada para evitar este tipo de uso privativo de la licencia, parecido a lo que ocurre con los dispositivos TiVo. La nueva licencia es la GPL Versión 3.

## Derechos reservados
Inicialmente, Torvalds distribuyó Linux bajo los términos de una licencia que prohibía la explotación comercial. Pero esta licencia fue reemplazada, poco tiempo después, por la GNU GPL (versión 2 exclusivamente). Los términos de esta última licencia permiten la distribución y venta de copias o incluso modificaciones, pero requiere que todas las copias del trabajo original y trabajos de autoría derivados del original sean publicados bajo los mismos términos, y que el código fuente siempre pueda obtenerse por el mismo medio que el programa licenciado.
Torvalds se ha referido a haber licenciado Linux bajo la GPL como "la mejor cosa que he hecho" (en inglés, "the best thing I ever did").
Sin embargo, la versión oficial del núcleo Linux contiene firmware de código cerrado, por ello, el Proyecto Linux-libre, auspiciado por la FSFLA, publica y mantiene versiones modificadas del núcleo Linux a las que se les ha quitado todo el software no libre.

## Marca
A día de hoy, Linux es una marca registrada de Linus Torvalds en los Estados Unidos.
Hasta 1994 nadie registró la marca Linux en Estados Unidos. El 15 de agosto de 1994 cuando William R. Della Croce, Jr. registró la marca Linux, pidió el pago de regalías a los distribuidores de Linux. En 1996, Torvalds y algunas organizaciones afectadas denunciaron a Della Croce y en 1997 el caso se cerró y la marca fue asignada a Torvalds.
Desde entonces, el Linux Mark Institute gestiona la marca. En 2005 el LMI envió algunas cartas a empresas distribuidoras de Linux exigiendo el pago de una cuota por el uso comercial del nombre. Esto es así porque la legislación estadounidense exige que el dueño de una marca la defienda, por lo que se tuvo que pedir dinero por usar la marca Linux, algunas compañías de forma totalmente voluntaria han cumplido con dicha exigencia, a sabiendas de que dicho dinero se iba a usar para caridad o defender la marca Linux.

## Críticas

### Soporte de hardware
El núcleo Linux ha sido criticado con frecuencia por falta de controladores para cierto hardware de computadoras de escritorio. Sin embargo, el progresivo incremento en la adopción de Linux en el escritorio ha mejorado el soporte de hardware por parte de terceros o de los propios fabricantes, provocando que, en los últimos años, los problemas de compatibilidad se reduzcan.
Empresas como IBM, Intel Corporation, Hewlett-Packard, Dell o MIPS Technologies tienen programadores en el equipo de desarrolladores del núcleo Linux que se encargan de mantener los controladores para el hardware que fabrican. A este grupo de programadores también se le suman los que proveen grandes distribuidores de soluciones Linux como Novell o Red Hat.

### Arquitectura monolítica
Andy Tanenbaum, creador de Minix, escribió el 29 de enero de 1992:

...Linux es un sistema monolítico. Esto es retroceder un paso gigante hacia la década de 1970. Es como tomar un programa existente escrito en C y reescribirlo en BASIC. Para mí, escribir un sistema monolítico en 1991 es verdaderamente una idea pobre.